# Maverick (Metro de Boston)
Maverick es una estación en la línea Azul del Metro de Boston, administrada por la Autoridad de Transporte de la Bahía de Massachusetts. La estación se encuentra localizada en 220 Sumner Street en East Boston, Massachusetts. La estación Maverick fue inaugurada el 5 de diciembre de 1904.

## Descripción
La estación Maverick cuenta con 1 plataforma central y 2 vías. 

## Conexiones
La estación es abastecida por las siguientes conexiones de autobuses: 
- 114 Bellingham Square
- 116 Wonderland via Revere Street
- 117 Wonderland via Beach Street
- 120 Orient Heights via Bennington St., Jeffries Point & Waldemar Loop
- 121 Wood Island via Lexington Street